# Digest
Il digest è un formato editoriale ridotto rispetto a quello di una rivista convenzionale ancorché maggiore di quello di un libro tascabile. Il suo rapporto di forma è di 3:2. Le sue dimensioni sono 14 cm in larghezza per 21 in altezza. Il formato carta A5 utilizzato da molti editori britannici di fumetti è leggermente più largo e alto del formato digest. Il formato digest è considerato comodo per i lettori che desideravano portare una rivista con sé.

## Descrizione
Il formato prese il nome dalla rivista Reader's Digest che l'adottò a partire dalla sua fondazione nel 1922. La parola digest ("digesto" in italiano) era riferita ai contenuti della rivista: selezioni e riassunti di articoli provenienti da una varietà di fonti e resi più "digeribili" per il lettore. Successivamente il termine si generalizzò e divenne indicativo del formato della pubblicazione piuttosto che del suo contenuto. Apparso inizialmente con dimensioni diverse, esse si sono adattate all'evoluzione dei processi di stampa.
La rivista TV Guide ha usato questo formato dalla sua nascita nel 1953 fino al 2005; un'altra rivista in questo formato è CoffeeHouse Digest, diffusa in tutti gli Stati Uniti e distribuita gratuitamente nelle caffetterie. La Avon (vendite a domicilio) invece ha adottato per il suo catalogo prodotti un nome alternativo: catalog.
Negli Stati Uniti il formato digest ha perduto la sua popolarità. TV Guide ha adottato un formato più grande nel 2005, mentre le riviste di fantascienza Analog e Asimov's Science Fiction  un formato più grande diversi anni prima. Le attuali pubblicazioni principali in questo formato sono Selezione dal Reader's Digest e alcuni fumetti della Archie Comics. Children's Digest e Writer's Digest hanno adottato un formato diverso mantenendo "digest" nel titolo.

## Riviste in formato digest

### Fantascienza
Fin dagli anni cinquanta diverse riviste di fantascienza sono state pubblicate in questo formato, tra cui:
- Analog (originariamente Astounding, passato al formato slick dal marzo 1963 al marzo 1965)
- Isaac Asimov's Science Fiction Magazine
- Galaxy Science Fiction
- The Magazine of Fantasy and Science Fiction
- New Worlds
- Other Worlds
- Science Fantasy
- If

### Fumetti
Dalla fine degli anni sessanta in poi diversi editori di fumetti pubblicarono comics digest, di solito nel formato 17,1 cm × 10,2 cm. La Gold Key Comics pubblicò tre titoli in questo formato fino alla metà degli anni settanta: Golden Comics Digest, Mystery Comics Digest e Walt Disney Comics Digest. La DC Comics ne pubblicò diversi all'inizio degli anni ottanta (tra cui DC Special Blue Ribbon Digest e The Best of DC), e l'Harvey Comics ne pubblicò anch'essa alcuni nello stesso periodo (tra cui Richie Rich Digest Magazine). La Archie Comics ha pubblicato diversi fumetti in questo formato dagli anni settanta e all'inizio del 2000 la Marvel Comics ha pubblicato diversi digest, soprattutto ristampe.
I tankōbon hanno un formato simile a quello digest, sebbene leggermente più stretto e generalmente molto più spesso.
In Italia, il fumetto Topolino è stato rilanciato in questo formato dal 1949, prendendo spunto in parte dal Reader's Digest (che all'epoca era anch'esso pubblicato dalla Arnoldo Mondadori Editore), così da non lasciare inutilizzate le rotative a esso dedicate.
L'uso di questo formato è diffuso nei fumetti pubblicati in Francia e in Brasile.